# ずんずん落語
『ずんずん落語』（ずんずんらくご）は、2007年1月10日から同年3月28日までTBSラジオ『あべこうじのポッドキャスト番長』内で放送されていたラジオ番組。放送時間は毎週水曜 19:30頃 - 19:40頃（日本標準時）。

## 概要
前番組『たけくまラジオ』のパーソナリティを務めていた竹熊健太郎が脳梗塞療養のために降板したのを受け、急遽放送を開始。そのままレギュラー化し、『ポッドキャスト番長』が終了するまで続けられた。
番組は落語を主なテーマにしていた。放送期間中、ポッドキャストによる配信が行われていた。

## 出演者
- 堀井憲一郎 - パーソナリティを担当。
- 広重玲子（当時TBSアナウンサー） - 『たけくまラジオ』から引き続きアシスタントを担当。
- 立川談春 - 2007年2月21日放送分にゲスト出演し、解説者を務めた。

| TBSラジオ 水曜19:30枠 （『あべこうじのポッドキャスト番長』番長せんせい!） | TBSラジオ 水曜19:30枠 （『あべこうじのポッドキャスト番長』番長せんせい!） | TBSラジオ 水曜19:30枠 （『あべこうじのポッドキャスト番長』番長せんせい!） |
| 前番組                                                                    | 番組名                                                                    | 次番組                                                                    |
| ------------------------------------------------------------------------- | ------------------------------------------------------------------------- | ------------------------------------------------------------------------- |
| たけくまラジオ （2006年10月4日 - 2006年12月13日）                         | ずんずん落語 （2007年1月10日 - 2007年3月28日）                            | TBSラジオ エキサイトベースボール                                          |